# اچ‌ام‌اس اکسپرس (اچ۶۱)
اچ‌ام‌اس اکسپرس (اچ۶۱) (به انگلیسی: HMS Express (H61)) یک کشتی بود که طول آن ۳۱۸ فوت ۳ اینچ (۹۷٫۰۰ متر) بود. این کشتی در سال ۱۹۳۴ ساخته شد.